# Kirkwood, Illinois
Kirkwood är en ort i Warren County i delstaten Illinois, USA.